# Hélas pour moi
Pour plus de détails, voir Fiche technique et Distribution.
Hélas pour moi est un film français réalisé par Jean-Luc Godard en 1993.

## Synopsis
Ce film s'inspire de la légende d'Alcmène et d'Amphitryon, théâtralisée entre autres par Plaute, Molière, Kleist et Giraudoux, et s'attache à montrer le désir d'un dieu d'éprouver in corpore la vérité du désir humain, souffrance et plaisir confondus. À savoir par où commence l'amour, là où il se passe et comment finalement naît la création.
Abraham Klimt arrive dans un petit village suisse pour enquêter sur un incident survenu le 23 juillet 1989 impliquant Rachel et Simon Donnadieu, un couple de la région. Il interroge plusieurs habitants et sollicite l'aide d'une poétesse, Aude Amiel. L'histoire de Rachel et Simon se déroule dans un retour en arrière. Selon le mythe grec sur lequel le film est basé, Dieu, ou un dieu, vient sur terre avec son assistant, Max Mercury. Il décide de posséder Rachel Donnadieu et prend la forme de Simon Donnadieu lorsque ce dernier quitte la maison pour un voyage d'affaires. Le Dieu-Simon revient vers Rachel pendant l'absence de Simon, et les deux font une rencontre décisive. Ou pas. Rachel ne parle pas de l'incident, et Simon, lors d'une brève rencontre avec Klimt à la fin du film, nie qu'il ait eu lieu. Les preuves fournies par les retours en arrière sont contradictoires. En fin de compte, Klimt conclut : "« Il n'y rien d'autre à dire sur la vie de Simon et de Rachel. Le reste s'est déroulé au-delà des images et des histoires ».

## Fiche technique
- Réalisateur : Jean-Luc Godard (1993)
- Image : Caroline Champetier
- Scénario et montage : Jean-Luc Godard
- Genre : comédie dramatique, fantastique et romance
- Produit par Anne-Marie Faux, Christine Gozlan, Louis Grau, Christine Hulin, Luc Peter, Benoît Rossel et Pierre-Alain Schatzmann
- Date de sortie :
  - France : 8 septembre 1993

## Distribution

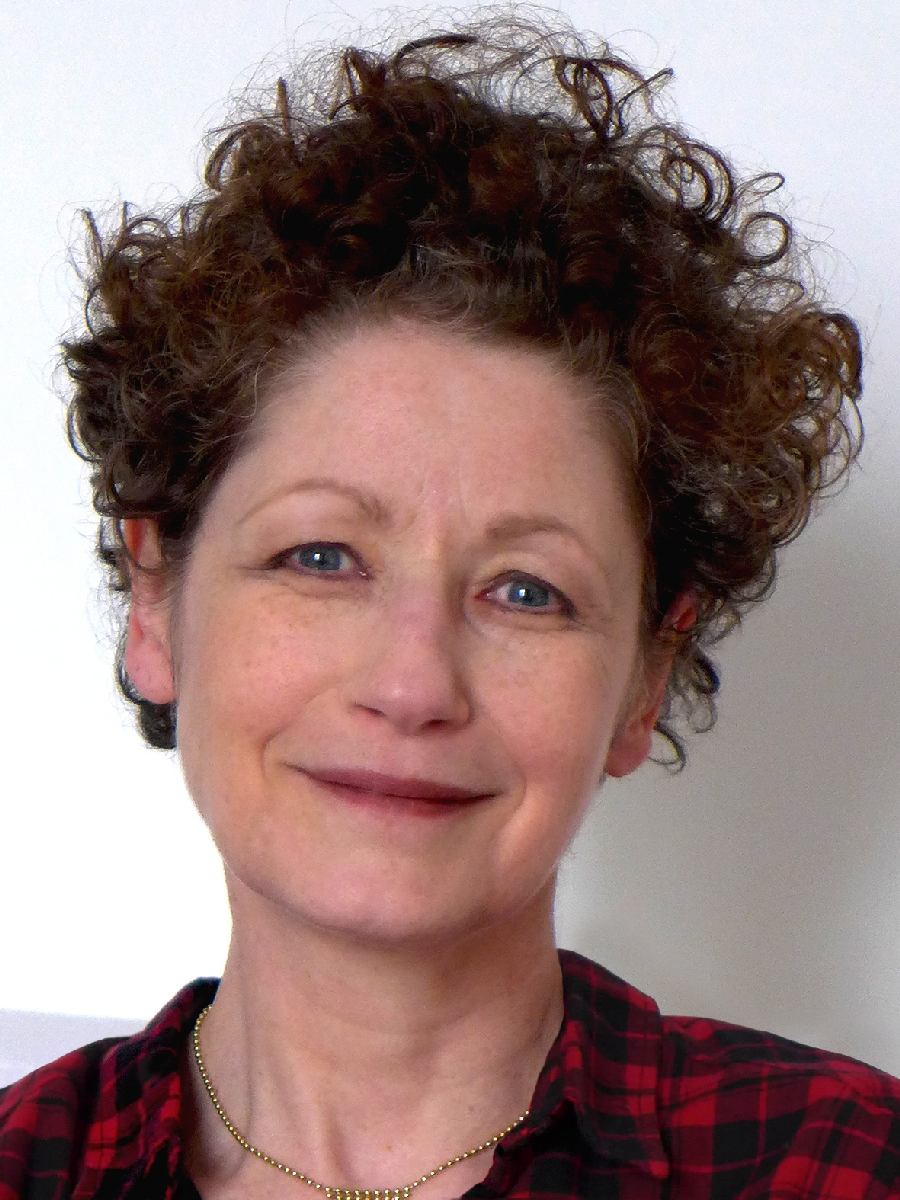
Laurence Masliah (ici en 2018) incarne Rachel Donnadieu.

- Gérard Depardieu : Simon Donnadieu
- Laurence Masliah : Rachel Donnadieu
- Jean-Louis Loca : Max Mercure
- Bernard Verley : Abraham Klimt
- Roland Blanche : le professeur de dessin / libraire
- Benjamin Kraatz: Benjamin

## Autour du film
Dans les suppléments du DVD édité par les Cahiers du cinéma, Caroline Champetier, chef opératrice du film, révèle qu'à l'origine le scénario débutait par l'arrivée de Dieu à Paris en Gare de Lyon. Durant le voyage en train qui lui faisait traverser la France jusqu'en Suisse, le personnage devait observer par les fenêtres toutes les batailles de l'humanité. Cette séquence nécessitait des effets spéciaux coûteux et Jean-Luc Godard abandonna finalement l'idée après s'être rendu dans une société spécialisée qui lui avait montré des effets réalisés pour Delicatessen de Jean-Pierre Jeunet.